# José María Rodilla
José María Sánchez Rodilla (nacido el 10 de octubre de 1940 en Fuentes de Béjar, Salamanca, España) es un exfutbolista español. Jugaba de delantero y su primer club fue Real Valladolid.

## Carrera
Empezó su carrera futbolística en el juvenil del Racing Ballesteros de Salamanca,Juvenil  de la Unión Deportiva Salamanca. Después pasó al C.D. Salmantino, filial de la Unión Deportiva Salamanca, y luego jugó en la desaparecida U.S. Salamanca. Continuó su carrera jugando para el Real Valladolid. Jugó para el club desde 1961 hasta 1964. En ese año fichó por el RCD Espanyol, en donde estuvo jugando hasta 1971, año en que pasó al UE Sant Andreu, club en el cual se retiró en 1972.

## Selección nacional
Fue internacional con la selección de fútbol de Cataluña en 1968 y con la selección de fútbol de España en 1970.

## Clubes
Juvenil del Racing Ballesteros de Salaamnca
Juvenil de la Union Deportiva Salamanca
C.D.Salmantido filial de la Union deportiva Salamanca
Union Deportiva Salamanca

| Club            | País   | Año       |
| --------------- | ------ | --------- |
| Real Valladolid | España | 1961-1964 |
| RCD Espanyol    | España | 1964-1971 |
| UE Sant Andreu  | España | 1971-1972 |

- Datos: Q13422024